# 富山県立富山北部高等学校
富山県立富山北部高等学校（とやまけんりつ とやまほくぶこうとうがっこう、英: Toyama Prefectural Toyama Hokubu High School）は、富山県富山市蓮町にある公立の高等学校。

## 設置学科
- 普通科
  - 体育コース
- くすり・バイオ科（2年次から下記の3系列に分かれる）
  - 製薬技術系列
  - 薬品科学系列
  - バイオ化学系列
- 情報デザイン科（2年次から下記の2系列に分かれる）
  - ビジネス系
  - デザイン系

## 沿革
- 1916年（大正5年）4月1日 - 東岩瀬町立東岩瀬実業補習学校創立。
- 1927年（昭和2年）4月1日 - 富山市立富山薬学校が開校。
- 1948年（昭和23年）9月1日 - 高等学校の統合により、富山県立富山北部高等学校創立（普通科・薬業科設置）。
- 1949年（昭和24年）4月1日 - 通学区域の設定により生徒の移動が行われる。
- 1950年（昭和25年）
  - 3月31日 - 薬業科を富山県立富山西部高等学校に移籍。
  - 4月1日 - 商業科設置、定時制普通科併置。
- 1952年（昭和27年）6月12日 - 校舎の新築により現在地に移転。
- 1957年（昭和32年）4月1日 - 薬業科復活。
- 1962年（昭和37年）4月1日 - 普通科募集停止。
- 1963年（昭和38年）4月1日 - 薬業科に薬業経営コース・薬品分析コースを設置。
- 1964年（昭和39年）4月1日 - 薬業科に薬業経営コース・薬品製造コース・薬品分析コース、商業科に商業コース・営業コースを設置。
- 1966年（昭和41年）4月1日 - 定時制普通科募集停止。
- 1968年（昭和43年）4月1日 - 薬業科を工業科に改編し、薬業経営科・薬品分析科・薬品製造科を設置。商業科に生産管理科・商業デザイン科・事務科を設置。
- 1976年（昭和51年）4月1日 - 工業科はくくり募集制となる。
- 1978年（昭和53年）4月1日 - 普通科設置。
- 1979年（昭和54年）
  - 3月10日 - 本館第1期工事竣工。
  - 9月27日 - 体育館竣工。
- 1980年（昭和55年）4月1日 - 生産管理課科を募集停止し、情報処理科を設置。
- 1981年（昭和56年）4月15日 - 本館第2期工事竣工。
- 1983年（昭和58年）8月30日 - 本館第3期工事竣工。
- 1984年（昭和59年）
  - 3月7日 - 校訓碑竣工。
  - 3月31日 - 時計塔竣工。
- 1985年（昭和60年）
  - 3月26日 - 本館第4期工事竣工。
  - 12月16日 - 格技館竣工。
- 1986年（昭和61年）3月27日 - 実習棟（商業実習棟・図書室）竣工。
- 1987年（昭和62年）3月28日 - 校門・通用門・前庭植樹・舗装等竣工。
- 1988年（昭和63年）12月28日 - テニスコート竣工。
- 1989年（平成元年）3月31日 - 新運動場造成工事竣工。
- 1991年（平成3年）8月26日 - 第2体育館竣工。
- 1994年（平成6年）4月1日 - 事務科募集停止し、情報処理科に情報処理類型・情報ビジネス類型を設置。
- 1995年（平成7年）4月1日 - 情報処理科の類型を廃止。
- 1996年（平成8年）3月29日 - セミナーハウス「いわせ野」竣工。
- 1998年（平成10年）4月1日 - 工業科は薬品科学科・製薬技術科の2小学科となる。
- 2003年（平成15年）11月13日 - 富山県教育委員会教育功労者表彰優良学校部門受賞。
- 2005年（平成17年）4月1日 - 工業科はくすり・バイオ科に、商業科は情報処理科と商業デザイン科を統合して情報デザイン科となる。
- 2007年（平成19年）12月21日 - グラウンド整備事業グラウンド横通路舗装工事竣工。
- 2010年（平成22年）
  - 3月26日 - 第1体育館耐震補強工事竣工。
  - 12月8日 - 管理棟教室棟耐震補強工事竣工。
- 2012年（平成24年）9月19日 - グラウンド芝生化工事竣工。
- 2017年（平成29年）2月25日 - トレーニングルーム竣工式。
- 2019年（平成31年）
  - 4月3日 - 富山県立水橋高等学校との再編に伴い、応接室に新高校開設準備室設立。
  - 7月16日 - 新高校開設準備室のWebサイト開設。
- 2020年（令和2年）
  - 4月1日 - 富山県立水橋高等学校と富山県立富山北部高等学校の再編により、新たに富山県立富山北部高等学校開校（普通科、同体育コース、くすり・バイオ科、情報デザイン科を設置）。
  - 4月8日 - 新・富山県立富山北部高等学校開校式。
- 2021年（令和3年）5月31日 - 校訓額披露式。
- 2022年（令和4年）
  - 3月23日 - 校訓除幕式（水橋高校の校訓碑を本校校訓碑横に移設）。
  - 4月27日 - フェンシング場竣工式。

## 部活動
この学校の野球部はかつての強豪であり、1969年（昭和44年）の第51回全国高等学校野球選手権大会では富山県勢最高のベスト8まで勝ち進んだことがある。近年では、県内の高校で唯一の水球部やカヌー部が北信越を勝ち進み、全国大会に出る事が多い。
- 運動部 - 野球、サッカー、ソフトボール（女）、テニス、バレーボール（女）、バスケットボール、バドミントン、剣道、水球（男）、卓球、陸上競技、カヌー、フェンシング、ハンドボール（男）
- 文化部 - 吹奏楽、美術、デザイン、書道、放送、家庭、新聞、日本文化（茶道・華道）、コンピューター、国際理解、商業研究、薬業研究

## 校歌
作詞：大島文雄、作曲：荒木得三

## その他
- 富山ライトレールのマスコットキャラクターは情報デザイン科の生徒の手によるものである。

## 出身者
- 立野真琴（漫画家）
- 藤田賢治（元プロ野球選手）
- 保田賢也（水球選手）
- 池田昌子（女優）
- 岩倉高子（女優）
- 石川拓磨（音楽プロデューサー、映像クリエイター）

## アクセス
- 富山地方鉄道富山港線蓮町（馬場記念公園前）駅から徒歩約8分。
- あいの風とやま鉄道線東富山駅から徒歩約20分。